# MRPL23
MRPL23 (англ. Mitochondrial ribosomal protein L23) – білок, який кодується однойменним геном, розташованим у людей на короткому плечі 11-ї хромосоми. Довжина поліпептидного ланцюга білка становить 153 амінокислот, а молекулярна маса — 17 781.
| 10         |  | 20         |  | 30         |  | 40         |  | 50         |
| ---------- |  | ---------- |  | ---------- |  | ---------- |  | ---------- |
| MARNVVYPLY |  | RLGGPQLRVF |  | RTNFFIQLVR |  | PGVAQPEDTV |  | QFRIPMEMTR |
| VDLRNYLEGI |  | YNVPVAAVRT |  | RVQHGSNKRR |  | DHRNVRIKKP |  | DYKVAYVQLA |
| HGQTFTFPDL |  | FPEKDESPEG |  | SAADDLYSML |  | EEERQQRQSS |  | DPRRGGVPSW |
| FGL        |  |            |  |            |  |            |  |            |

A: Аланін

D: Аспарагінова кислота

E: Глутамінова кислота

F: Фенілаланін

G: Гліцин

H: Гістидин

I: Ізолейцин

K: Лізин

L: Лейцин

M: Метіонін

N: Аспарагін

P: Пролін

Q: Глутамін

R: Аргінін

S: Серин

T: Треонін

V: Валін

W: Триптофан

Кодований геном білок за функціями належить до рибонуклеопротеїнів, рибосомних білків. 
Локалізований у мітохондрії.